# Coquette de Popelaire
Discosura popelairii
Espèce
Synonymes
- Popelairia popelairii

Répartition géographique
Statut de conservation UICN

 NT  : Quasi menacé
Statut CITES
La Coquette de Popelaire (Discosura popelairii) est une espèce de colibris (famille des Trochilidae).
Son nom est attribué au naturaliste et explorateur belge Jean Baptiste Louis Joseph Baron Popelaire de Terloo (nl) (1810-1870) .

## Alimentation
Cette espèce se nourrit du nectar des fleurs qu'elle collecte avec sa longue langue, mais aussi d'insectes attrapés en vol par leurs ailes.
Ces oiseaux ont besoin de se nourrir souvent dans la journée pour rester actifs et entrent en torpeur la nuit pour ne pas dépenser leur énergie.

## Répartition
Son aire fragmentée s'étend à travers l'ouest de l'Amazonie.